# Kabupaten de Lebak
Pour les articles homonymes, voir Lebak.
Le kabupaten de Lebak est un kabupaten de la province de Banten. Son chef-lieu est Rangkasbitung.

## Histoire

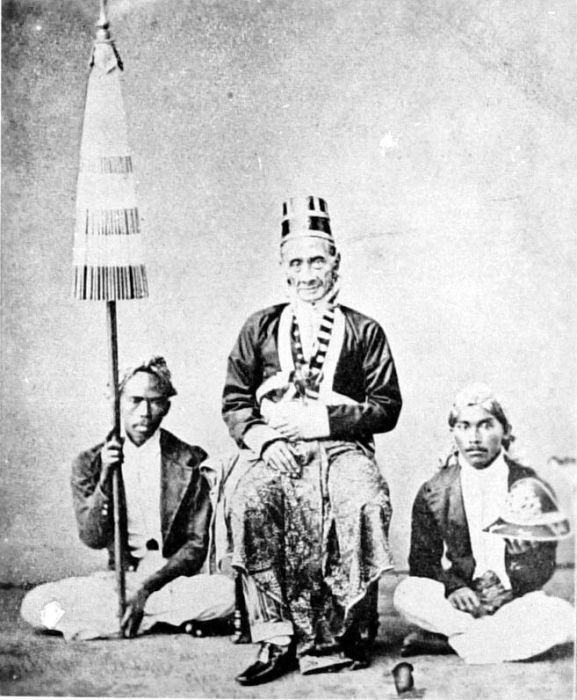
R. A. A. Karta Natanegara, bupati de Lebak à l'époque où se déroule le roman Max Havelaar

On a trouvé dans le village de Cidanghiang (6° 30′ S, 106° 15′ E) une inscription de deux lignes qui loue Purnawarman, souverain du royaume de Tarumanagara, déclaré comme un exemple pour les souverains du monde entier, et identifié au dieu hindou Vishnu. Cette inscription daterait donc des environs de l'an 450, comme les autres inscriptions mentionnant Purnawarman.
En 1813 Raffles, lieutenant-gouverneur général de Java, divise le terriroire de l'ancien sultanat de Banten en 4 circonscriptions :
- Banten Lor (nord),
- Banten Kulon (ouest),
- Banten Tengah (centre) et
- Banten Kidul (sud).

Le chef-lieu de Banten Kidul est installé à Cilangkahan. Raffles en nomme bupati le tumenggung Suradilaga.
En 1828 les Hollandais, qui ont repris le contrôle de Java, créent la residentie de Banten, qu'ils divisent en 3 kabupaten :
- Serang,
- Caringin et
- Lebak.

Le chef-lieu de Lebak est transféré de Warunggunung à Rangkasbitung en 1851.

## Archéologie

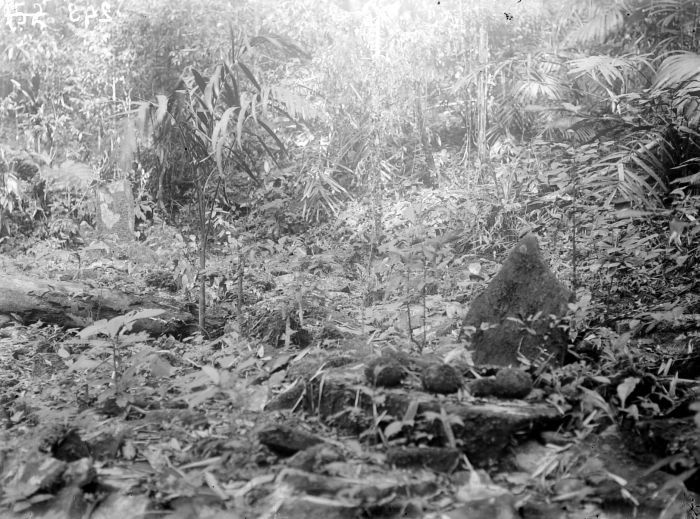
Terrasse et mégalithes à Lebak Kosala (photo prise en 1931)

Le site de Lebak Kosala, dans le village de Kosala (6° 36′ 17″ S, 106° 24′ 35″ E) consiste en un ensemble de cinq tertres sur chacun desquels se trouvent des menhirs et sur certains, des dalles de pierre rondes que les villageois appellent batu pelor. On y trouve également une figurine de pierre représentant un homme assis en tailleur.

## Littérature
Le kabupaten de Lebak est le cadre du roman Max Havelaar de l'écrivain néerlandais Eduard Douwes Dekker, auquel l'association doit son nom.

## Lesbupatide l'époque coloniale
- Pangeran Sanedjaja (1813-37)
- Raden Aria Adipati Karta Nata Negara (1837-65, l'infâme bupati du roman Max Havelaar)
- Raden Aria Adipati Soeria Nata Negara (1880-1908)